# Чень Сіньї
Чень Сіньї (2 січня 1998) — китайська плавчиня.
Чемпіонка світу з водних видів спорту 2015 року.
Переможниця Азійських ігор 2014 року.